# Агарково (Рязанская область)
Агарково — деревня в Рязанском районе Рязанской области. Входит в Семёновское сельское поселение.

## География
Находится в центральной части Рязанской области на расстоянии приблизительно 15 км на юг по прямой от вокзала станции Рязань II.

## История
На карте 1850 года показана как поселение с 15 дворами. В 1859 году здесь (тогда деревня Рязанского уезда Рязанской губернии) было учтено 13 дворов, в 1897 — 16.

## Население
Численность населения: 125 человек (1859 год), 127 (1897), 24 в 2002 году (русские 92 %), 49 в 2010.